# Alberto Baruzzi
Alberto Baruzzi (Faenza, 16 novembre 1929) è un ex calciatore italiano, di ruolo attaccante.

## Carriera
Cresce nel Faenza. Gioca con Cesena, Centese e Reggiana prima di tornare nella natia Faenza.
Disputa 64 gare in Serie B, segnando 9 gol.